# Mirco Villalta
Mirco Josué Villalta Gálvez (Guayaquil, Provincia del Guayas, Ecuador, 19 de marzo de 1999) es un futbolista ecuatoriano que juega de delantero y su equipo actual es el Delfín de la Serie A de Ecuador.

## Trayectoria
Se formó en las canteras del Cañar Fútbol Club, dónde logra debutar en el año 2016   en el torneo de la Segunda Categoría de Ecuador. En el mes octubre del mismo año pasó al River Ecuador y posteriormente en el 2017 al Manta FC, en el 2018 es  cedido a préstamo a Tigres de México por el lapso de un año, pero regreso al equipo mantense a mediados de 2018  y después paso a Malecón.
El 26 de julio de 2018 pasa al Delfín dónde fue campeón de la Serie A de Ecuador 2019 y subcampeón de la Copa Ecuador 2018-19. También fue subcampeón de la Supercopa de Ecuador 2020.

## Clubes
| Club          | País    | Año               |
| ------------- | ------- | ----------------- |
| Cañar FC      | Ecuador | 2016              |
| River Ecuador | Ecuador | 2016              |
| Manta         | Ecuador | 2017              |
| Manta         | Ecuador | 2018              |
| Malecón       | Ecuador | 2018              |
| Delfín        | Ecuador | 2018 - Actualidad |

## Participaciones internacionales
| Torneo                 | Club   | País    | Resultado  |
| ---------------------- | ------ | ------- | ---------- |
| Copa Libertadores 2020 | Delfín | Ecuador | En disputa |

## Palmarés

### Campeonatos nacionales
| Título             | Club   | País    | Año  |
| ------------------ | ------ | ------- | ---- |
| Serie A de Ecuador | Delfín | Ecuador | 2019 |